# Русьянова, Наталья Дмитриевна
Наталья Дмитриевна Русьянова (15 сентября 1926, Смоленская область — 15 ноября 2005, Екатеринбург) — советский и российский учёный, специалист в области углехимии, кандидат технических наук (1958), доктор технических наук (1969), профессор (1970).

## Биография
После окончания Московского государственного университета (1950) — аспирант, ассистент, доцент Уральского политехнического института.
С 1960 года работала в Восточном научно-исследовательском углехимическом институте заведующей лабораторией, затем заместителем директора по научной работе; с 1988 года — заведующая филиалом кафедры химической технологии топлива УГТУ-УПИ.
Похоронена на Широкореченском кладбище Екатеринбурга.

## Научная деятельность
Главные направления научной работы Н. Д. Русьяновой — синтез мономеров и полимеров из углехимического сырья, а также исследование тонкой структуры и реакционной способности углей. Н. Д. Русьянова — основатель научной школы «Производство мономеров на основе компонентов каменноугольной смолы», автор и соавтор более 250 печатных работ и 70 авторских свидетельств на изобретения.

## Педагогическая деятельность
Подготовила 5 докторов и 30 кандидатов наук.

## Комментарии
1. ↑  Дата указана по надписи на надгробном памятнике; в литературе фигурирует другая дата рождения — 13 сентября[1].